# Ilsea
Ilsea is een geslacht van vlinders van de familie spinneruilen (Erebidae), uit de onderfamilie Calpinae.

## Soorten
- I. bormia Schaus, 1906
- I. dilucida Schaus, 1914
- I. minuta Druce, 1898
- I. subgeminata Schaus, 1914